# Chengdu Open 2019
Lo Chengdu Open 2019 è stato un torneo di tennis giocato sul cemento. È stata la quarta edizione del torneo, che ha fatto parte della categoria ATP Tour 250 nell'ambito dell'ATP Tour 2019. Si è giocato al Sichuan International Tennis Center di Chengdu, in Cina, dal 23 al 29 settembre 2019.

## Partecipanti

### Teste di serie
| Nazionalità | Giocatore             | Ranking* | Testa di serie |
| ----------- | --------------------- | -------- | -------------- |
| Stati Uniti | John Isner            | 20       | 1              |
| Canada      | Félix Auger-Aliassime | 21       | 2              |
| Francia     | Benoît Paire          | 23       | 3              |
| Bulgaria    | Grigor Dimitrov       | 25       | 4              |
| Serbia      | Dušan Lajović         | 29       | 5              |
| Stati Uniti | Taylor Fritz          | 30       | 6              |
| Regno Unito | Kyle Edmund           | 32       | 7              |
| Canada      | Denis Shapovalov      | 33       | 8              |

* Rankings al 16 settembre 2019.

### Altri partecipanti
I seguenti giocatori hanno ricevuto una wildcard per il tabellone principale:
- Bai Yan
- Chung Hyeon
- Li Zhe

Il seguente giocatore è entrato in tabellone con il ranking protetto:
- Vasek Pospisil

Il seguente giocatore è entrato in tabellone come special exempt:
- Jahor Herasimaŭ

I seguenti giocatori sono passati dalle qualificazioni:

- Jason Jung
- Bradley Klahn
- Kamil Majchrzak
- Alexei Popyrin

Il seguente giocatore è entrato in tabellone come lucky loser:
- Lloyd Harris

### Ritiri
Prima del torneo
- Richard Gasquet → sostituito da  Vasek Pospisil
- Michail Kukuškin → sostituito da  Ričardas Berankis
- Kamil Majchrzak → sostituito da  Lloyd Harris
- Reilly Opelka → sostituito da  Aleksandr Bublik
- Sam Querrey → sostituito da  Márton Fucsovics

## Partecipanti al doppio

### Teste di serie
| Nazione     | Giocatore         | Nazione     | Giovatore        | Ranking* | Testa di serie |
| ----------- | ----------------- | ----------- | ---------------- | -------- | -------------- |
| Croazia     | Ivan Dodig        | Slovacchia  | Filip Polášek    | 53       | 1              |
| Regno Unito | Dominic Inglot    | Stati Uniti | Austin Krajicek  | 85       | 2              |
| Messico     | Santiago González | Svezia      | Robert Lindstedt | 111      | 3              |
| Israele     | Jonathan Erlich   | Francia     | Fabrice Martin   | 129      | 4              |

* Ranking aggiornato al 16 settembre 2019.

### Altri partecipanti
Le seguenti coppie hanno ricevuto una wildcard per il tabellone principale:
- Li Zhe /  Gao Xin
- Sun Fajing /  Wang Aoran

## Campioni

### Singolare
Pablo Carreño Busta ha sconfitto in finale  Aleksandr Bublik con il punteggio di 6(5)–7, 6-4, 7–6(3).
- È il quarto titolo in carriera per Carreño Busta, primo della stagione.

### Doppio
Nikola Ćaćić /  Dušan Lajović hanno sconfitto in finale  Jonathan Erlich /  Fabrice Martin con il punteggio di 7–6(9), 3-6, [10-3].